# 韦伊内·科基宁
韦伊内·科基宁（芬蘭語：Väinö Kokkinen，1899年11月25日—1967年8月27日），芬兰男子摔跤运动员。他曾代表芬兰参加1928年、1932年和1936年夏季奥林匹克运动会摔跤比赛，共获得二枚金牌。